# Neolítico en la península ibérica
El Neolítico en la península ibérica corresponde al período comprendido, aproximadamente, entre el 5000 a. C. y el 3000 a. C., momento en el que se generaliza la fundición del cobre y se da paso a un nuevo período, el Calcolítico. Puede decirse que los yacimientos neolíticos más antiguos de la península ibérica se han datado en torno al 5700 a. C.

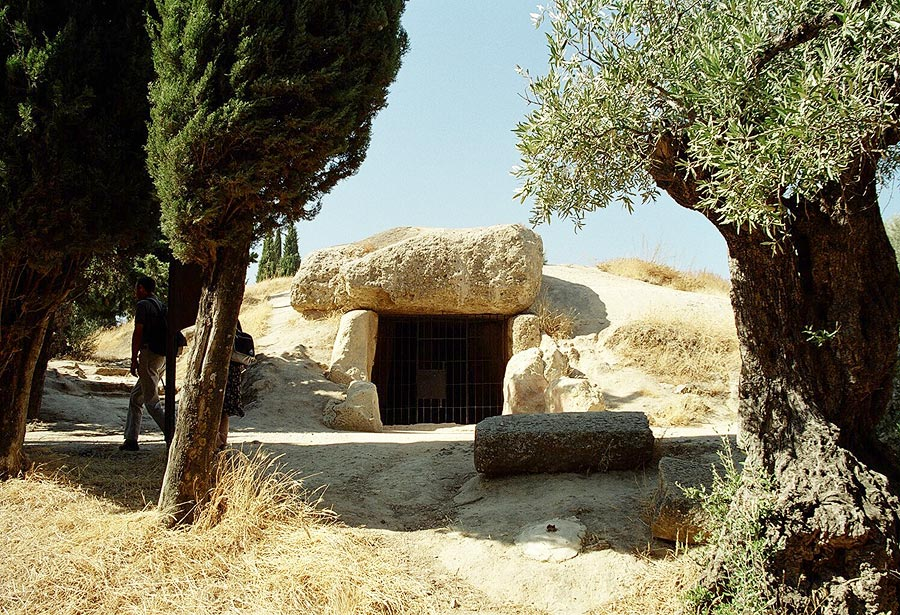
Dolmen de Menga en Antequera.

Mayoritariamente se acepta que, al igual que en el resto de Europa, se trata de un desarrollo procedente del exterior, principalmente de Oriente Próximo, que irá penetrando hacia el interior a través del mar Mediterráneo, fusionándose con los rasgos autóctonos de cada región.

## Modelos explicativos del origen del Neolítico
Existen diversos modelos teóricos que tratan de identificar el origen del Neolítico en la península ibérica. Hasta los años 1980, la opción más difundida en la historiografía era la de la "colonización" de las costas levantinas por grupos humanos oriundos del Mediterráneo, que se habrían expandido progresivamente. Se trata del modelo conocido como "ola de avance".
Posteriormente, ciertos arqueólogos empezaron a defender el origen autóctono de la ganadería y la agricultura, basando estas opiniones en las fechas de C14 de algunos yacimientos andaluces (Cueva Chica de Santiago o La Dehesilla) y levantinos (Cova Fosca).
Por su parte, el llamado "modelo dual", argumenta sus explicaciones en la llegada de contingentes poblacionales desde otras áreas del Mediterráneo, que comenzarán a aculturar a la población indígena creando un modelo de neolitización "mixto" en el que intervienen elementos foráneos y autóctonos. Este modelo de interpretación supone que los primeros establecimientos neolíticos se establecerían en las costas peninsulares, ofreciendo el denominado modelo de colonización marítima. Otros autores se decantan por ofrecer versiones más complejas de la neolitización, basadas en las redes de intercambio como el principal vehículo que permitió la extensión de la agricultura por el occidente europeo, sin que necesariamente hubieran existido fenómenos de desplazamiento de la población: es el modelo del filtro insular o percolativo.
En suma, las posturas iniciales entre autoctonismo y difusionismo se han difuminado, dejando paso a modelos teóricos más complejos, que tratan de tener una contrastación arqueológica.

## Características

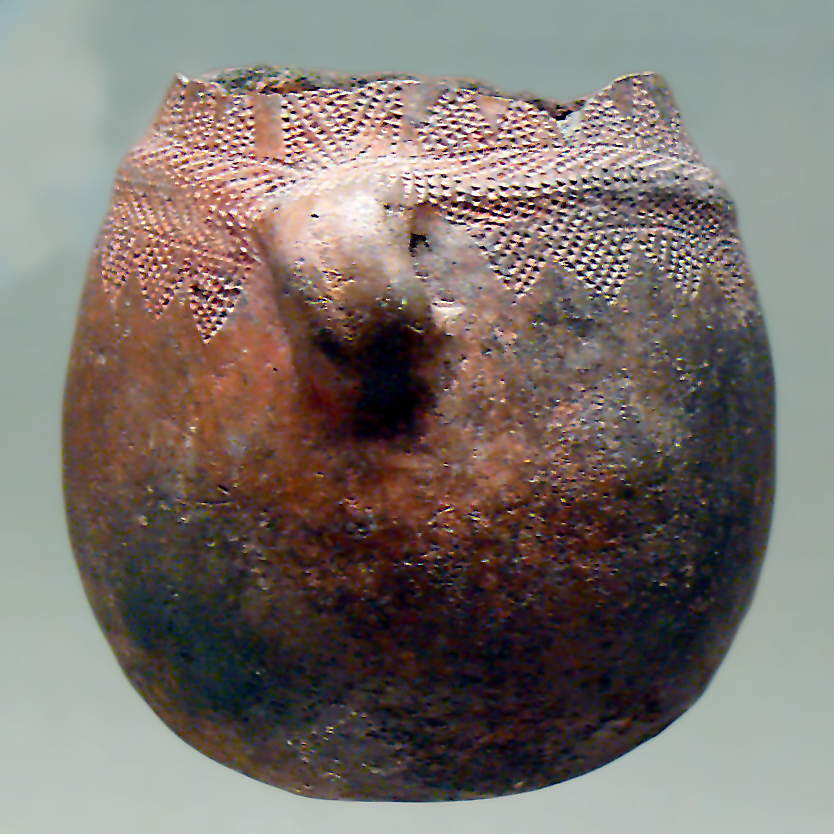
Cuenco de cerámica cardial de la cueva de La Sarsa (Valencia, España)

Durante el Neolítico surgen la agricultura y la ganadería, y con esta nueva economía la población comienza a establecerse permanentemente en un lugar, se sedentariza. En la Península, la ganadería fue la actividad predominante en la mayor parte de las zonas, dadas las propicias condiciones del terreno. Las diferentes tareas agrícolas y ganaderas provocaron una mayor especialización y la división del trabajo, y con ello las diferencias sociales. Se desarrollaron útiles agrícolas, como las azadas, hoces y molinos de mano, y adquirieron un gran desarrollo de los instrumentos de madera, asta y hueso, pero sobre todo se extendió la cerámica, que fue primordial para la conservación de los alimentos y su cocción.
La agricultura del trigo y la cebada está comprobada indirectamente, por haberse encontrado útiles como molinos de mano o molederas; pero también directamente, a partir de semillas de trigo cultivadas. El inicio de la ganadería se deduce de la comprobación del consumo de vaca, oveja y cerdo.
El modelo de hábitat más extendido en el Neolítico peninsular es el de la ocupación de cuevas, con muchos ejemplos en la geografía peninsular como la Cova de l'Or, Los Murciélagos de Albuñol, Can Sadurní, Caldeirão, Nerja o Dehesilla, por señalar algunas. No obstante, no faltan poblados al aire libre que se están documentando recientemente en toda la península ibérica, como La Draga, Mas d'Is o La Lámpara, entre otros, que demuestran la generalización del poblamiento en diversos tipos de ocupaciones.

## Culturas neolíticas
Las divisiones del Neolítico obedecen siempre a fases de carácter regional, puesto que no está exento de peculiaridades según las regiones de la Península (entre otros, estilos cerámicos o costumbres funerarias distintas). 
En la primera fase del Neolítico, desde el VI milenio a. C., se desarrolla en la Península la cultura de la cerámica cardial, caracterizada por su decoración impresa mediante conchas de berberecho (cardium edule). Se han encontrado yacimientos en Cataluña, Levante y Andalucía. En ellos hay muestras de prácticas agrícolas, aunque todavía predominaba la economía ganadera. Sin embargo en las sierras de Andalucía Occidental (Cueva Chica de Santiago, Sevilla, Cueva de la Dehesilla, Cádiz, etc) se da un estrato neolítico prematuro (cerámica de engobe rojo, domesticación de animales) cuyas dataciones no calibradas se remontan a inicios del VI milenio a.c., es decir un umbral de casi un milenio anterior a los primeros registros cardiales de la costa mediterránea, y que plantean el problema de cerámicas cardiales no datadas en entornos contemporáneos.

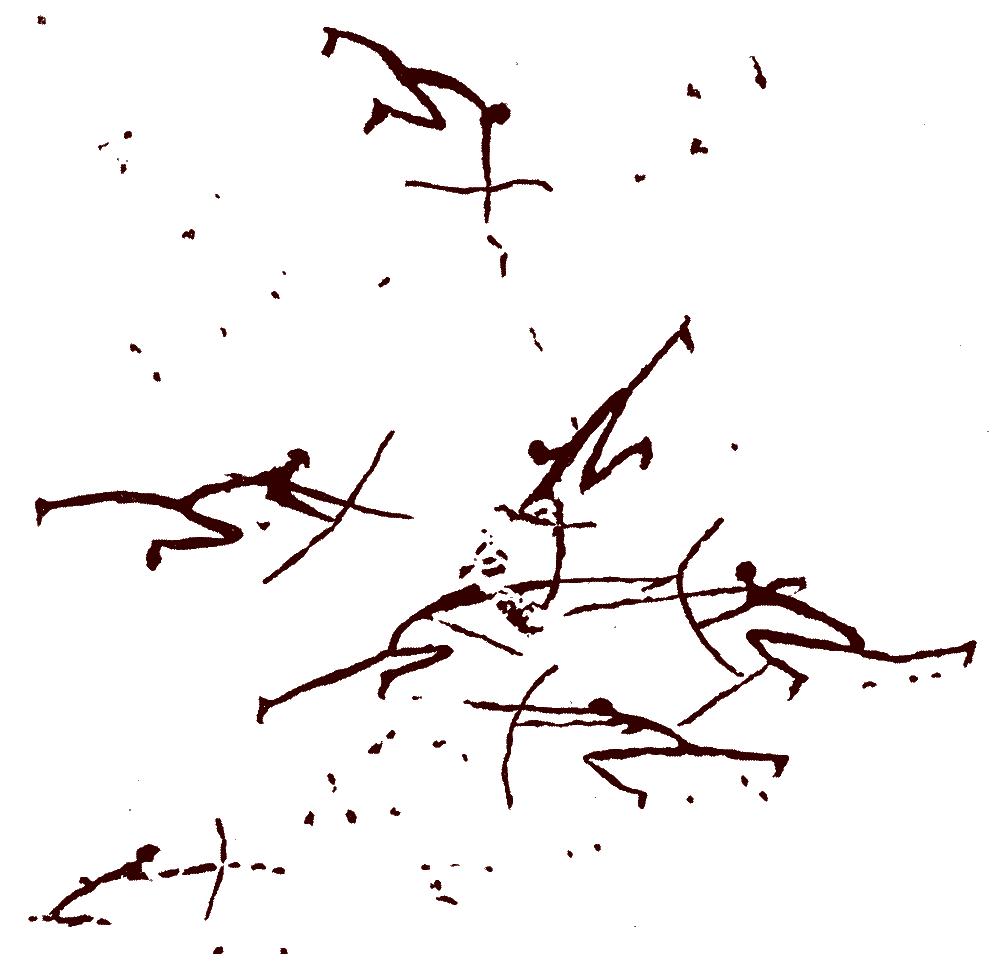
Combate de arqueros pintado de rojo oscuro en un abrigo de Morella la Vella, provincia de Castellón, en el este de España

También en esta fase se encuentran otros hallazgos de cerámicas decoradas, como la de ‘Boquique’ o las incisas. En algunos casos, las cerámicas están adornadas con representaciones humanas (l'Or), cuyas características se han puesto en relación en Levante con la pintura macroesquemática.
Según las dataciones radiocarbónicas de los registros arqueológicos de la sierra de Atapuerca y la cuenca del Arlanzón (Burgos), en la Meseta Norte el Neolítico ya está presente en el último tercio del VI milenio cal. BC con el registro arqueológico en cuevas y en yacimientos al aire libre de agriotipos domésticos de trigo y cebada, ganadería de ovicápridos, cerámicas neolíticas, industrias líticas laminares y artefactos pulimentados. La depresión de la Bureba, la sierra de Atapuerca y el valle del Arlanzón es un corredor natural que conecta la cuenca del Ebro con la cuenca del Duero. En este corredor natural se ha registrado una importante densidad de yacimientos neolíticos en cueva, al aire libre y estructuras megalíticas, siendo según las referencias citadas una de las rutas de expansión del proceso neolitizador del Levante peninsular hacia la Meseta Norte. 
A partir del 5000 a. C. comienza una segunda fase neolítica. Esta etapa fue la de la expansión por el resto de la Península, con asentamientos en las dos mesetas, en el valle del Ebro y el País Vasco. Se desarrolla la cultura de los sepulcros de fosa en Cataluña hasta el sur de Francia, y se caracteriza por las tumbas individuales con ajuar, cubiertas por enormes losas. También poseían una técnica cerámica muy avanzada. En esta cultura predominaba la agricultura, y los restos funerarios demuestran que se trataba de una sociedad dividida en grupos sociales, posiblemente a través del trabajo.
Más al sur, en torno al 3700 a. C., aparecen la cultura megalítica y una tendencia paulatina hacia los enterramientos colectivos, con presencia desde lo que sería hoy la zona de Almería, haciendo un semicírculo que recorre la fachada atlántica hasta el norte de la península en el sentido de las agujas del reloj. Aparece la agricultura y se reduce la actividad errante de las tribus.
También la pintura levantina es característica del Neolítico peninsular. Está localizada en abrigos rocosos de las sierras interiores, normalmente al descubierto, y representa escenas de grupos, con mucho dinamismo y con figuras humanas estilizadas, reflejo de un mayor grado de esquematización y abstracción que la pintura cantábrica del Magdaleniense.